# Paradrina adrariensis
Paradrina adrariensis là một loài bướm đêm trong họ Noctuidae.